# Putler
Putler (oroszul: Путлер) egy neologizmus, amely Vlagyimir Putyin orosz elnök és Adolf Hitler német diktátor nevének összevonásával jött létre. Gúnynévként gyakran használják Putyin kritikusai, mivel a kifejezésnek negatív ideológiai konnotációja van. Időnként a keresztneveket is kombináló Vladolf Putler alakban is előfordul.

## A szó eredete
Borisz Sarifullin orosz nyelvész szerint a „Putler” szót Oroszországban használták először. Marlène Laruelle francia történész szerint az ukrán sajtótól származik a szó.

## A szó használata
A „Putler” név elterjedt az ellenzék körében Oroszországban és Ukrajnában. A német nyelvű Putler Kaputt szlogen oroszok általi használata azt a hatást kelti, hogy külső szemlélő használja ezeket a szavakat.

### Belföldi orosz tiltakozó mozgalom
A szlogen 2009-ben szerzett hírnevet és jogi értékelést Oroszországban. A „Putler kaput” kifejezés egy plakáton szerepelt, amelyet az Orosz Föderáció Kommunista Pártja által 2009. január 31-én Vlagyivosztokban szervezett nagygyűlés egyik résztvevője vitt.
2009 áprilisában a szlogent hivatalosan betiltották. Az Orosz Föderáció Igazságügyi Minisztériumának Primorszkij Törvényszéki Szakértői Laboratóriuma szerint a szlogen „kifejezett érzelmi töltéssel bír Vlagyimir Putyin személyiségéről vagy tevékenységéről, és sértő jellegű”.

## Fordítás
- Ez a szócikk részben vagy egészben  a   Putler című angol Wikipédia-szócikk ezen változatának fordításán alapul.  Az eredeti cikk szerkesztőit annak laptörténete sorolja fel. Ez a jelzés csupán a megfogalmazás eredetét és a szerzői jogokat jelzi, nem szolgál a cikkben szereplő információk forrásmegjelöléseként.